# Daisaku Ikeda
Pour les articles homonymes, voir Ikeda.
Président de la Sōka Gakkai (du 3 mai 1960 au 23 avril 1979)
Président de la Soka Gakkai Internationale (depuis le 26 janvier 1975)
Jōsei Toda Hiroshi Hōjō
Daisaku Ikeda (池田 大作, Ikeda Daisaku), né le 2 janvier 1928 à Ōmori et mort le 15 novembre 2023, était un intellectuel, homme d'affaires, et leader religieux japonais.
Président de l’organisation bouddhiste japonaise Sōka Gakkai, il l'a transformée en un mouvement international, qui a été classé comme sectaire dans plusieurs rapports parlementaires en France. 
Daisaku Ikeda a fondé le Komeito en 1960, un parti devenu la troisième force politique au Japon. 
Il est l'auteur de nombreux ouvrages portant sur la spiritualité, le développement personnel, ou encore le bouddhisme de Nichiren. Il était docteur honoraire de plusieurs universités, et membre honoraire du Club de Rome. Il était reconnu pour son implication concernant les droits humains et la paix.
Sa vie reste toutefois empreinte de nombreux épisodes polémiques. D'anciens membres de la Sôka Gakkai, des universitaires, des journalistes, ont ainsi pointé ses contradictions, son influence politique, ou sa richesse. Il reste aujourd'hui au Japon une figure largement controversée.

## Biographie
En 1947, à l’âge de 19 ans, il rencontre Josei Toda (1900-1958), éducateur et dirigeant de la Soka Gakkai. 
Le 3 mai 1960, il en devient le troisième président. La même année, il entame une série de voyages en Amérique, en Asie et en Europe pour faire connaître le bouddhisme de Nichiren hors du Japon et fonde dans les années 1960 un parti politique, le Komeito.

### Principe de la «diplomatie citoyenne»
À partir des années 1970, il décide d'entreprendre des voyages de « diplomatie citoyenne », au cours desquels il rencontre des personnalités universitaires, culturelles et politiques.

### Dernières années
Daisaku Ikeda ne fait plus d'apparition en public à partir de mai 2010, ce qui a alimenté plusieurs controverses sur le web quant à sa mort supposée.

### Mort
Daisaku Ikeda est mort le 15 novembre 2023 dans sa résidence de Shinjuku à Tokyo.
Le Premier ministre japonais, Fumio Kishida, a alors salué la mémoire d’un homme qui a « joué un rôle important dans la promotion de la paix, de la culture et de l’éducation au Japon et à l’étranger, et a laissé une trace significative dans l’Histoire ». 
La presse a aussi rappelé la réputation polémique de Daisaku Ikeda, "un personnage clivant, accusé d'être le dirigeant d'une secte et d'employer des méthodes dictatoriales", selon le quotidien américain New York Times.

## Controverses

### Sōka Gakkai
Depuis son accession à la présidence du mouvement en 1960, Daisaku Ikeda a fait l'objet de plusieurs critiques et controverses,,.
D'après l'universitaire Daniel Métraux, Ikeda serait même "l'une des figures les plus controversées de l'histoire moderne japonaise, le Dr. Jekyll et M. Hyde de la société japonaise", en raison des nombreuses attaques dont il a fait l'objet, des rumeurs, des polémiques et des scandales qui ont impliqué la Soka Gakkai. En 1996, le quotidien américain Los Angeles Times le décrivait comme  "l'homme le plus puissant du Japon - et certainement l'un des plus énigmatiques (...), un ange et un démon, un despote comme un démocrate".

### Gourou
D'après la sociologue Florence Lacroix, qui a écrit une thèse sur la Soka Gakkai, Daisaku Ikeda est un gourou. Certains jugent excessive la vénération des membres envers Ikeda à l'intérieur de la Sōka Gakkai. De nombreux livres critiques sur Daisaku Ikeda ont été publiés au Japon. En 2013, d’anciens membres de l'organisation publient Adieu, mon Ikeda Daisaku, dans lequel ils le décrivent comme « narcissique » et « avide de pouvoir ».

### Liens avec le Komeito
D'après l’universitaire Gerald Curtis (en), le Komeito « a desserré les liens religieux qui le rattachaient à la Soka Gakkai et a développé une orientation pragmatique et flexible ». Mais journalistes et chercheurs pointent aujourd'hui les liens importants qui existent toujours entre l'organisation religieuse et le parti politique. "La secte continue néanmoins à fournir au parti ses argumentaires de campagne et ses cadres", écrivait l'universitaire Eric Seizelet en 2012. Le chercheur américain Levi McLaughlin indique que "des générations d'adhérents à la Gakkai se sont mobilisées pour les candidats du Komeito", comme lors de la victoire de la coalition entre le PLD et le Komeito en 2014, "largement due aux électeurs de la Sôka Gakkai".
En novembre 2022, le Komeito s'est opposé à une loi proposant d'interdire les dons à des organisations religieuses s'ils proviennent d'emprunts de particuliers, une mesure qui aurait été défavorable à la Sôka Gakkai.

### Accusations de liens avec la mafia
Dans sa biographie, parue en 2010, Tadamasa Goto, un ancien parrain du groupe criminel Yamaguchi-gumi, explique être devenu le garde du corps de Daisaku Ikeda : « Le temple principal de Nichiren Shoshu, la secte Nichiren Shoshu, à laquelle la Soka Gakkai adhérait autrefois, est situé à Fujinomiya, dans la préfecture de Shizuoka, et est naturellement devenu étroitement associé au clan Goto, qui est basé dans cette ville ». Tadamasa Goto avance également avoir fait fortune en exécutant des contrats pour la Soka Gakkai. Il écrit : "Le plus grand maux de tous est Daisaku Ikeda, un homme qui fait faire aux autres tout le sale boulot dans les coulisses pendant qu'il se prélasse sous les feux de la rampe comme un saint... Il a été aidé par tant de gens, et pourtant il n'hésiterait pas à vous couper les vivres une fois obtenu ce qu'il cherchait. Je trouve cela impardonnable. Il suffit de voir le nombre de ses fidèles subordonnés qu'il a fini par perdre. Cet homme est une blague".

### Déclarations critiquées
Abe Nikken (en), 67e administrateur du Taiseki-ji, temple siège de la Nichiren Shoshu, lui reproche la trahison des liens qui unissait la Soka Gakkaï à sa propre organisation, et certaines de ses déclarations, parmi lesquelles : « La Soka Gakkai est le plus grand allié des masses. Nos ennemis sont les mauvaises religions. Ce sont elles qui conduisent les hommes en enfer. Le véritable bouddhisme fait surgir le bouddha de tous les êtres. »
Par ailleurs, au cours d'une interview avec le critique japonais Nakase Hiroi, D. Ikeda déclare : « Je suis le maître du Japon, son président, je suis un roi du monde spirituel et je suis l'homme le plus influent et le guide absolu de la culture des idées ».

## Instituts et universités fondés
D. Ikeda a fondé des instituts éducatifs, culturels et de recherche :
- l’Institut de philosophie orientale (Tokyo)[26](1962), centre de recherches sur le bouddhisme Nichiren (aucune activité depuis 2017)
- l’Association des concerts Min-On[27](1963)
- le musée d’art Fuji (Tokyo), où sont montrées les œuvres d'art acquises par la Soka Gakkai[28](1983)
- l’Institut Toda de recherche sur la paix[29](1996), un think-tank qui produit des rapports sur le changement climatique et les nouvelles technologies entre autres.
- le Centre de recherches écologiques d’Amazonie[30], près de Manaus (Brésil)
- le Centre Ikeda pour la paix, l’enseignement et le dialogue (Boston, 1993), destiné à promouvoir les idées de la Soka Gakkai
- l’Université Soka (Hachioji, banlieue de Tokyo[31], 1971)
- l'Université Soka d'Amérique (Californie, Orange County, 2001)

## Conférences et distinctions académiques
Daisaku Ikeda a donné des conférences dans une trentaine d’universités et instituts. Le 27 mai 1975, il donne une conférence à l'université d'État de Moscou et reçoit son premier doctorat honoraire. En 1983, il reçoit la médaille de la paix des Nations unies. À sa mort, en 2023, il cumulait plus de 300 titres honorifiques universitaires du monde entier, dont plus de 130 délivrés par des institutions chinoises.

## Ouvrages

### La Révolution humaine
Les volumes de cette série racontent sous forme de roman l'histoire de Soka Gakkaï. L'universitaire Levi Maclaughlin dira qu'avec ce texte, « Ikeda Daisaku s'est inventé un destin. Le livre établit ses prédécesseurs immédiats comme détenteurs d'une sagesse sacrée, et accrédite ainsi Ikeda ecomme chef d'une communauté spirituelle. Tout au long de l'ouvrage, Ikeda montre clairement qu'il est le successeur exclusif et choisi du règne éclairé de son maître et mentor, Toda Josei. ».

### Ouvrages traduits en français

#### Dialogues
- La nuit appelle l'aurore, avec René Huyghe (Flammarion, 1980. Éditions du Rocher, 2002)
- Choisis la vie, un dialogue, avec Arnold Joseph Toynbee (Albin Michel, 1981)
- Culture et spiritualité, lettres des quatre-saisons, avec Yasushi Inoue (Éditions du Rocher, 1992)
- Dialogue pour la paix, avec Mikhaïl Gorbatchev (Éditions du Rocher, 2001)
- Bouddhisme et islam, le choix du dialogue, avec Majid Tehranian (Éditions du Rocher, 2004)
- Les Droits humains au XXIe siècle, avec Austregésilo de Athayde (L’Harmattan, 2013)
- Jazz, bouddhisme et joie de vivre, avec Herbie Hancock et Wayne Shorter (Acep[38], 2019)

#### Écrits sur le bouddhisme
- La vie du Bouddha (Éditions du Rocher, 1982)
- Le bouddhisme en Chine (Éditions du Rocher, 1986)
- Commentaires sur les chapitres “Moyens” et “Durée de la vie du Bouddha” du Sûtra du Lotus, 2 volumes (ACEP, 1997)
- Le monde du Gosho avec Katsuji Saito et Masaaki Morinaka, commentaires des écrits de Nichiren, 3 volumes (ACEP, 2004)
- Le cycle de la vie, une perspective bouddhique (L’Harmattan, 2006)
- Une histoire du bouddhisme Mahayana : De l'Inde à la Chine (Les Indes savantes, 2011)

#### Essais et allocutions
- Pour une spiritualité créatrice de paix, Éditions du Rocher, 2 vol., 1990 et 1991
- Un nouvel humanisme : Conférences dans des universités et instituts, Éditions du Rocher, 1997, 274 p. (ISBN 978-2-26802-736-4)
- Réflexions d'un bouddhiste sur notre époque, Éditions du Rocher, 1994, 240 p. (ISBN 978-2-26801-606-1)
- Propositions pour la paix adressées aux Nations unies 2008-2015, Les Indes savantes, 2015, 333 p. (ISBN 978-2-84654-423-8)

### Articles en ligne
- Masamitsu Takahashi, « Ikeda Daisaku, le parti Kômeitô et l’organisation religieuse Sôka Gakkai : une histoire de compromis », Nippon.com, 23 janvier 2024.